# Bazar Żałsapow
Bazar Batobołotowicz Żałsapow (ros. Базар Батоболотович Жалсапов; ur. 5 maja 1986) – rosyjski zapaśnik walczący w stylu wolnym. Pierwszy na Światowych Igrzyskach Sportów Walki w 2013. Mistrz Europy juniorów w 2006 roku. 